# Фисун, Александр Яковлевич
Александр Яковлевич Фисун (род. 12 июля 1957) — российский специалист в области организации военной медицины, учёный. Заместитель начальника технополиса «ЭРА» с 2021 года. Начальник Главного военно-медицинского управления Министерства обороны Российской Федерации (2013—2016). Начальник Военно-медицинской академии имени С. М. Кирова (2018—2020). Президент «Военно-медицинского общества» с мая 2018 года. Заслуженный врач Российской Федерации, доктор медицинских наук, профессор, член-корреспондент РАН (2016). Генерал-майор медицинской службы. Действительный государственный советник Российской Федерации 2 класса (2015).

## Биография
Родился 12 июля 1957 года.
В 1980 году окончил Военно-медицинскую академию им. С. М. Кирова (факультет подготовки врачей для Военно-Морского Флота). По окончании академии проходил службу на Балтийском флоте врачом-специалистом, начальником поликлиники учебного центра Военно-Морского Флота в г. Палдиски. С 1988 по 1993 год — служба в Главном военном клиническом госпитале имени Н. Н. Бурденко на должности ординатора и старшего ординатора кардиологического отделения. С 1993 по 1996 год — начальник кардиологического отделения Военно-морского клинического госпиталя Тихоокеанского флота, с 1996 по 1998 год — главный терапевт Тихоокеанского флота. С 1998 по 2004 год — консультант-терапевт, ведущий терапевт филиала, главный терапевт — заместитель главного терапевта Центрального военного клинического госпиталя имени П. В. Мандрыки. С 2004 по 2006 год — начальник медицинской службы Военно-Морского Флота. С 2006 по 2009 год — начальник лечебно-профилактического управления Главного военно-медицинского управления Министерства обороны Российской Федерации. С июня по июль 2009 года — временно исполняющий обязанности начальника ГВМУ Минобороны России.
В 2009 году уволен с воинской службы. Занимал должность заместителя директора ФГУ «Всероссийский центр медицины катастроф „Защита“», который тесно взаимодействует с МЧС России.
В конце 2012 года, после назначения Министром обороны Российской Федерации генерала армии Сергея Шойгу, Александр Фисун приглашён на службу в Минобороны России. С января 2013 года — исполняющий обязанности начальника, с 19 февраля 2013 года — начальник Главного военно-медицинского управления Министерства обороны Российской Федерации.
Являлся заведующим кафедрой амбулаторно-поликлинической помощи Института усовершенствования врачей Медицинского учебно-научного клинического центра имени П. В. Мандрыки.
В 2016 году избран членом-корреспондентом Российской академии наук по секции «организация здравоохранения и медицинского образования».
Освобождён от занимаемой должности указом Президента России по собственному желанию 28 ноября 2016 года, после несоблюдения рекомендаций Президента России не избираться в РАН государственным служащим.
Указом Президента России от 9 февраля 2018 года назначен начальником Военно-медицинской академии имени С. М. Кирова. Освобождён от занимаемой должности по собственному желанию 23 апреля 2020 года после заражения части курсантов Академии коронавирусом.
С мая 2018 года — президент Общероссийской общественной организации по развитию военной медицины «Военно-медицинское общество». С 2021 года — заместитель начальника технополиса «ЭРА».
Участник боевых действий и дальних морских походов. Автор более 350 научных работ, в том числе 6 монографий. По данным Диссернет, был научным руководителем двух диссертаций, признанных «липовыми».

## Награды
- почётное звание «Заслуженный врач Российской Федерации»;
- орден «За военные заслуги»;
- орден Почёта;
- медаль «300 лет Российскому флоту»;
- медаль «В память 300-летия Санкт-Петербурга»;
- медаль «70 лет Вооружённых Сил СССР»;
- медаль «Боевое содружество» (Сирия);
- множество ведомственных и общественных наград.

## Книги
- Фисун А. Я. (в соавторстве с А. Б. Симоненко и А. В. Цоколовым) «Функциональная диагностика». — М.: Медицина, 2005. — ISBN 5-225-04675-4.
- Фисун А. Я. (в соавторстве с А. Б. Симоненко и С. В. Магаевой) «Психосоматический фактор в исходах экстремальных ситуаций». — М.: Бином, 2013. — ISBN 978-5-9518-0556-0.